# Barrackpore
À ne pas confondre avec Barrackpore (en), village de Trinité-et-Tobago.
Pour les articles homonymes, voir Barrackpore (homonymie).
Barrackpore, aussi connu sous le nom de Barrackpur (bengali : ব্যারাকপুর Byārākapura / hindi : बैरकपुर Bairakapur) est une ville située dans l'État indien du Bengale-Occidental. En 1857, la ville, située dans l'aire métropolitaine de Calcutta (en), est le théâtre de manifestations qui entraînent une révolution à l'échelle nationale.

## Toponymie
Le nom de la ville serait peut-être originaire du mot anglais barracks, qui signifie en français baraques, que les Britanniques ont installées dans la ville comme premier comptoir de la Compagnie britannique des Indes orientales. Le document historique Ain-i-Akbari (en), écrit par Abul al-Fazl ibn Mubarak, mentionne que l'origine viendrait plutôt du mot Barbakpur, qui viendrait des taxes (khajna) imposées par Aurangzeb, empereur moghol. Le poète Bipradas Pipilai (en) référait à Talpukur, un lieu-dit à Barrackpore, sous le nom de Chanak.

## Géographie

### Situation
Barrackpore est située dans le Bengale-Occidental, tout près de Calcutta. Elle est bordée au nord par North Barrackpur (en) et Jafarpur (en), à l'est par Mohanpur (en), Chak Kanthalia (en), Ruiya (en) et Patulia (en), au sud par Titagarh (en) et à l'ouest par la rivière Hooghly et Barrackpur Cantonment (en).

### Urbanisme
La ville est couverte à 96 % de milieux urbains en on comptait une densité de 10 967 habitants par kilomètre carré.

## Histoire
Les premières références à Barrackpore datent de chroniques et d'écrits de personnalités grecques du Ier siècle av. J.-C. au IIIe siècle. Les habitants de la région sont alors appelés Gangaridai. Du XVe siècle au XVIe siècle, les villages riverains de la région, dont Barrackpore, se sont rapidement développés. Sous l'Empire moghol, la ville est appelée Barbuckpur et est une des circar (en), nouvelle division administrative créée au Bengale mentionnées dans l'Ain-i-Akbari (en). À partir du XVIIe siècle, la ville est dirigée par des zamindars. Les premiers baraquements britanniques arrivent en 1772, et une résidence est construite pour le vice-roi. Au XIXe siècle, le statisticien écossais William Wilson Hunter (en) y fait était d'un village sur le bord Hooghly contenant de nombreux bazars.
En 1824 y a lieu la mutinerie de Barrackpore (en), durant laquelle des soldats cipayes dirigés par Bindee Tiwary font défection, mais les Britanniques et des cipayes restés loyaux parviennent à arrêter la mutinerie rapidement. En 1857 a lieu un événement considéré comme ayant entraîné la révolution indienne de 1857. Le soldat Mangal Pandey a attaqué son commandant et a été exécuté. Son régiment a été défait, ce qui a fâché de nombreux soldats cipayes et a augmenté la tension entre eux et les Britanniques.

## Démographie
| 1901   | 1911   | 1921   | 1931   | 1941   | 1951   |
| ------ | ------ | ------ | ------ | ------ | ------ |
| 19 307 | 27 605 | 22 460 | 14 413 | 21 773 | 42 639 |

| 1961   | 1971   | 1981    | 1991    | 2001    | 2011    |
| ------ | ------ | ------- | ------- | ------- | ------- |
| 63 778 | 96 889 | 115 516 | 142 557 | 144 391 | 152 783 |

Au recensement de l'Inde de 2011, la population était de 152 783 habitants, dont 51 % d'hommes et 49 % de femmes. 11 786 habitants avait en bas de six ans. 88.76 % de la population savait lire. En 2001, sur les 144 391 habitants, il y avait 53 % d'hommes et 47 % de femmes.
La population est à majorité bengalie ou hindoue.
La langue officielle est le bengali, mais l'anglais est aussi utilisé couramment,.

## Transports
Depuis la deuxième guerre mondiale existe la base aérienne de Barrackpore.